# Рутульский язык
Руту́льский язы́к (самоназвание — мыхаӀбишды чӏел) — один из малочисленных лезгинских языков, язык рутулов.
На нём говорят в Рутульском районе Дагестана, в городе Шеки, также в некоторых селениях (Кайнар (Гайнар), Хырса, Ак-булах, Дашюз, Шин, Шорсу и др.) Шекинского и Кахского районов Азербайджана.
В соответствии с переписью в России 2010 года, рутульским языком владеют: 30 360 человек. По переписи 2021 года рутульским языком владеют 13 591 человек, из них 10 075 — в Дагестане.
Ряд исследователей высказывает мнение, что борчинско-хновский следует рассматривать как отдельный язык. Процент совпадений между диалектами составляет 86—87 %, в общем с лезгинскими языками 61 %.
Литературный язык находится на стадии становления. Письменность существует на основе кириллицы с 1990 года. Рутульский язык является одним из государственных языков Дагестана. На нём издаётся общественно-политическая газета «МыхаӀбишды цӀинды хабарбыр», ежедневно ведётся 30-минутная радиопередача из Махачкалы, 1 раз в месяц выходит передача на телевидении Дагестана. Рутульский язык изучается в общеобразовательных школах, по нему ведётся подготовка специалистов в среднеспециальных и высших учебных заведениях (ДГУ, ДГПУ). Постепенно складывается рутульская литература, а с ней укрепляется и литературный язык.

## Название
В русскоязычной академической традиции рутульский язык раньше назывался мухадским, по названию «Мухад», которое сами рутульцы использовали для обозначения села Рутул и одноимённого вольного общества. Слово «Рутул» как название села встречается в источниках с XV века, но как этноним и лингвоним закрепляется только при советской власти.
Общепринятым самоназванием считается выражение мыхаӏбишды чӏел /mɨχaˤbišdɨ č’ɛl/, но могут также встречаться выражения рутул чӏел, мыхӏын чӏел, мыхӏын-ныды, мыхаӏд чӏел. Цахуры называют рутульский язык словом агьахъар.

## История
Рутульский язык принадлежит к лезгинской ветви нахско-дагестанской языковой семьи. Наиболее близок к нему цахурский, также близки крызский и будухский языки. Лингвист Гарун Ибрагимов предположил, что у этих языков был общий предок с ареалом в северном Азербайджане и юго-западном Дагестане. В более поздний период, в эпоху Кавказской Албании, примерно до VII века, по предположению Ибрагимова, существовала рутульско-цахурская языковая общность. Начиная с VII века в источниках о народах Кавказа появляются сведения о лезгинских народах, в том числе о хеноках, которых Р. М. Магомедов ассоциирует с рутульцами, но аргументы в подтверждение своей гипотезы он не приводит, и, с точки зрения Л. И. Лаврова, данное предположение является сомнительным.
К X веку Арабский халифат завоевал территорию южного Дагестана, что, предположительно, привело к исчезновению албанской письменности и распространению арабской. В селе Ихрек найдено несколько памятников рутулоязычной эпиграфики, записанной арабской письменностью; самый ранний из них датирован X веком. Из-за завоевания Арабским халифатом и последующей исламизации арабский стал литературным языком и языком религиозной жизни. Рутульский, как и другие дагестанские языки, в этот период заимствовал из арабского большой пласт лексики, связанной с религией, наукой и правом. Влияние арабского прервалось из-за завоевания Дагестана Тамерланом.
С XI—XIII веков на территории современного Азербайджана появляются кочевые тюркские племена, из-за чего рутульский, как и другие лезгинские языки, попадает под влияние тюркских языков.

## Диалекты
Традиционно исследователи делят ареал рутульского языка на четыре диалекта: мухадский, борчинско-хновский, мюхрекско-ихрекский и шиназский, а также несколько смешанных говоров.. Эта классификация была впервые предложена в 1960-х годах лингвистом Джейранишвили Е., который, впрочем, отмечал, что эта классификация в большей степени соответствует распределению отдельных изоглосс, чем полноценным гомогенным диалектам: «наречия похожи больше на изоглоссы, чем на настоящие диалекты».. Примечательно, что отличия в говорах наблюдается не только среди селений, но и внутри одного и того же селения. Например, в Рутуле жители квартала Ахе называют воду «хье», а жители квартала Фурахе — «хьед»; у первых ковёр именуется «кеден», а у вторых «хьеден».
Мухадский диалект распространён в сёлах Рутул, Амсар, Кала, Киче, Куфа, Лучек и Хнюх. Мюхрекско-ихрекский диалект распространён в сёлах Мюхрек, Ихрек, Джилихур и Цудик. К этому наречию также близкок говор сёл Нацма и Фартма. Диалект села Ихрек в большей степени, чем другие диалекты, близок к цахурскому языку, так как село расположено на границе с цахурским ареалом. В свою очередь, диалект цахурского села Гельмец близок к рутульскому языку. Борчинско-хновский диалект распространён в сёлах Борч и Хнов в Дагестане и в селе Шин в Азербайджане. Вплоть до XX века борчинско-хновский диалект был наиболее крупным как по площади распространения, так и по количеству говорящих. Шиназский диалект распространён в сёлах: Шиназ, Уна и Вуруш.
Диалектная вариативность рутульского языка исторически связана с существованием отдельных вольных обществ: Мухадского, Ихрекского, Мюхрекского, Шиназского в долине Самура, а также Борчинского и Хновского в долине Ахтычая. Эти вольные общества вели замкнутую социальную и экономическую жизнь; общение между ними было относительно слабым. При этом сёла Борч и Хнов, расположенные вдалеке от других, были тесно связаны между собой.

## Социолингвистическая ситуация
Рутульцы исконно проживают вдоль русла рек Самур, Кара-Самур и в верхнем течении реки Ахтычай, на территории Республики Дагестан и Азербайджана. 17 рутульских селений расположены в Рутульском районе Дагестана, одно (Хнов) — в Ахтынском, ещё пять — в северном Азербайджане. Исконная территория расселения рутульцев граничит с ареалами лезгинского языка на востоке, агульского и лакского на севере, цахурского на западе, азербайджанского на юге.
По переписи 1989 года, численность рутульцев в СССР составляла 20 700 человек. По переписи 2010 года, число говорящих на рутульском в России составляет 30 360 человек, а по переписи 2021 года — 13 591 человек. По оценке лингвиста Жиля Отье, общее число носителей рутульского в России и Азербайджане в 2023 году составляет не менее 35 000 человек.

## Письменность
До Октябрьской революции рутульцы пользовались арабским письмом. На арабской графике (аджам), в качестве письменного источника, известен текст песни на ихрекском диалекте рутульского языка ашуга XVIII века Кюр Раджаба.В 1938 году, в постановлении 5-й Сессии ЦИК Дагестанской АССР 7-го созыва сказано: «НКПросу и Институту Дагкультуры наметить ряд мероприятий по изучению возможности создания для мелких горских народностей (агульцы, рутульцы, дидоевцы) письменности и учебников на их родных языках», но впоследствии как пишет Лавров «создание рутульской письменности было признано нецелесообразным». Он отмечал, что причинами тому стали «нежелание населения, малая его численность, отсутствие подготовленных кадров и, наконец, почти поголовное знание рутульцами такого развитого языка, как азербайджанский»..
Современный рутульский алфавит на основе кириллицы был введён в 1990 году.. Арабский использовался в том числе при написании научных трудов. Также в быту использовался турецкий (азербайджанский) язык. Основателями рутульской письменности и составителями рутульского алфавита на основе кириллицы являются С. М. Махмудова, К. Э. Джамалов, Г. Х. Ибрагимов. В 1992 г. проф. Махмудовой С. М. и Джамаловым К. Э. выпущен Букварь на рутульском языке для учеников 1 класса — «Алифба: 1-классад китаб». В этом издании в дополнение к принятому ранее алфавиту был введён диграф Дз дз. После этого изданы ещё три школьных учебника рутульского языка: «Мыхаӏд чӏел» (2 и 4 класс) и Прописи С. М. Махмудовой и «Рутул чӏел» Э. Исмаиловой. В 2012—2013 г.г. вышел учебник по рутулькому языку для вузов: Грамматика рутульского языка, Ч.1-2 С. М. Махмудовой. В 2006 г. Джамаловым К. Э. и Семедовым С. А. выпущен рутульско-русский словарь (ихрекский диалект). В этом издании из алфавита была исключена буква Ь ь, но включена Аь аь. В 2019 г. вышел Рутульско-русский словарь А. С. Алисултанова и Т. А. Сулеймановой.
Рутульцы имеют богатую литературу, берущую начало с XI века с имени Зейнаб Хинави — албанской поэтессы. Классиком рутульской, лезгинской и азербайджанской поэзии является ашуг XVIII века Кюр-Раджаб. В XX—XXI веках рутульскую литературу развивали и развивают Джамесеб Саларов, Нурахмед Рамазанов, Магомед Улилеев, Муса Махмудов, Эзерчи, Юсиф Меджидов, Сакит Курбанов, Шафи Ибрагимов, Вейсал Черкезов и др. В 2008 году был опубликован первый обобщающий труд «Рутульская литература», где приводятся сведения о рутульских писателях, поэтах и ашугах. В 2013 году для рутульцев Азербайджана был разработан алфавит на латинской графической основе.

## История изучения
Первые сведения о рутульском языке содержатся в обобщающем труде Родрига Эркерта, включающем 535 слов и 168 словосочетаний. Первое специализированное исследование рутульского языка было опубликовано Адольф Дирром в конце XIX века. Их исследования дали учёным первичное представление об устройстве рутульского языка, но содержали множество ошибок. Профессор Е. Джейранишвили, в своих исследованиях (1950–1960-е годы) значительно углубился в фонетику и морфологию рутульского. Сравнив данные рутульского и цахурского языков, он впервые выделил их в отдельную подгруппу внутри лезгинской ветви. Рутульская фонетика изучалась Н. Исаевым; некоторые аспекты устройства языка исследовались в работах К. Джамалова и Ш. Гаприндашвили. В 1970-х годах полевым изучением рутульского языка в селе Лучек занимались экспедиции филологического факультета МГУ под руководством Александра Кибрика. С 2016 года говор с. Кина изучался московскими лингвистами из НИУ ВШЭ, которые проводили также диалектологическое исследование рутульского языка и разрабатывают Атлас рутульских диалектов. В настоящее время изучение рутульского языка осуществляется в научных учреждениях Республики Дагестан, в Москве, а также за пределами Российской Федерации, в частности, в Университете Южной Калифорнии (США).